# Ildo Augusto Dos Santos Lopes Fortes

Wappen von Ildo Augusto dos Santos Lopes Fortes

Ildo Augusto dos Santos Lopes Fortes (* 13. Dezember 1964 in Sal) ist ein kap-verdischer Priester und Bischof von Mindelo.

## Leben
Ildo Augusto dos Santos Lopes Fortes empfing am 29. November 1992 die Priesterweihe. Papst Benedikt XVI. ernannte ihn am 25. Januar 2011 zum Bischof von Mindelo und er wurde am 10. April desselben Jahres in das Amt eingeführt.
Der Patriarch von Lissabon, José da Cruz Kardinal Policarpo, spendete ihm am 3. April desselben Jahres die Bischofsweihe; Mitkonsekratoren waren Arlindo Gomes Furtado, Bischof von Santiago de Cabo Verde, und Manuel José Macário do Nascimento Clemente, Bischof von Porto.